# سينثبوب
سينثبوب (بالإنجليزية: Synthpop)‏ (اختصار سينثسيزر بوب؛ ويُسمى أيضًا تكنوبوب) هو نوع فرعي من موسيقا الموجة الجديدة التي برزت في أواخر سبعينيات القرن الماضي وتميزت باستخدام السينثسيزر كآلة موسيقية مهيمنة. وقد رُسمت معالمه في فترة الستينيات وأوائل السبعينيات عبر استخدام السينثسيزر في البروغريسيف روك، والموسيقا الإلكترونية، والآرت روك، والديسكو وعلى وجه التحديد «الكراوتروك» الخاص ببعض الفرق مثل كرافت فيرك. نشأ كنوع منفصل في اليابان والمملكة المتحدة في عصر البوست بانك كجزء من حركة الموجة الجديدة الممتدة من أواخر السبعينيات إلى منتصف الثمانينات.
أصبحت آلات السينثسيزر الإلكترونية التي تُستخدم تحديدًا في استديوهات التسجيل متوفرة في منتصف الستينيات، بينما شهدت السبعينيات ارتفاعًا في عدد الموسيقيين الفنيين الإلكترونيين. بعد التقدم الذي أحرزه غاري نومان في تصنيف المملكة المتحدة للأغاني المنفردة في عام 1979، بدأ عدد كبير من الفنانين بإحراز النجاح مع الصوت المعتمد على السينثسيزر في أوائل الثمانينات. في اليابان، قدمت فرقة ييلو ماجيك أوركسترا آلة الإيقاع تي آر-808 للموسيقا الشعبية، وأثرت الفرقة تأثيرًا رئيسيًا على مشاهد السينثبوب البريطانية الأولى. أدى كل من ظهور آلات السينثسيزر البولفونية منخفضة الكلفة، ومبدأ الميدي واستخدام إيقاعات الرقص إلى نشأة الكثير من الأصوات التجارية المتاحة لموسيقا السينثبوب. أدى تبني هذه الأصوات انطلاقًا من حركة الموسيقا الرومانسية الجديدة، مع ظهور الإم تي في، إلى نجاح عدد كبير من مشاهد السينثبوب البريطانية في الولايات المتحدة خلال الغزو البريطاني الثاني.
يُستخدم «سينثبوب» أحيانًا بالتبادل مع مصطلح «إليكتروبوب»، لكن قد يشير «إليكتروبوب» إلى نوع مختلف من السينثبوب الذي يركز بشكل أكبر على صوت إلكتروني أقوى. في الفترة الممتدة بين منتصف الثمانينات وأواخرها، تبنت ثنائيات مثل إريشر وبت شوب بويز نمطًا تميز بنجاحه في تصنيف الولايات المتحدة لأغاني الرقص، لكن بحلول نهاية العقد، مهدت فرق سينثبوب «الموجة الجديدة» مثل آ-ها وألفافيل الطريق لظهور موسيقا الهاوس والتكنو. بدأ الاهتمام في سينثبوب الموجة الجديدة يعيد إحياء حركتي الإنديترونيكا والإليكتروكلاش في أواخر العقد الأول من القرن العشرين، وشهد السينثبوب إعادة إحياء ونجاحًا تجاريًا واسع النطاق في العقد الأول من القرن الواحد والعشرين.
تعرض النوع للكثير من الانتقاد بسبب افتقاره المزعوم للحركة والمهارة الموسيقية؛ تحدث الفنانون البارزون ضد المنتقدين الذين اعتقدوا أن آلات السينثسيزر تؤلف الأغاني وتعزفها بنفسها. خلقت موسيقا السينثبوب مكانًا للسينثسيزر كعنصر رئيسي في موسيقا البوب والروك، ما أثر بشكل مباشر على الأنواع اللاحقة (مثل موسيقا الهاوس وديترويت تكنو) وبشكل غير مباشر على الأنواع الأخرى، بالإضافة إلى التسجيلات الفردية.

## خصائصه
عُرفت موسيقا السينثبوب من خلال استخدامها الأولي للسينثسيزر، وآلات الدرامز والمرتب الموسيقي، إذ استبدلتها أحيانًا بجميع الآلات الموسيقية الأخرى. وصف كل من بورثويك وموي السينثبوب على أنه متنوع لكن «... يتميز بمجموعة واسعة من القيم التي تتجنب أنماط عزف الروك وبنيته وإيقاعاته»، التي استُبدلت عبر «بنى اصطناعية» و«صلابة آلية»، وغالبًا ما كانت محدودةً بنطاق التقنيات الحديثة، بما في ذلك السينثسيزر أحادي الصوت (ليس باستطاعته عزف أكثر من نوتة واحدة في كل مرة).
يملك الكثير من فناني السينثبوب مهارات موسيقية محدودة، إذ يعتمدون على التكنولوجيا في إنتاج الموسيقا أو إعادة إنتاجها. غالبًا ما كانت النتيجة بسيطةً، مع أخاديد «منسوجة ببعضها البعض من نغمات الريفز المتكررة البسيطة وغالبًا بدون «تقدم» إيقاعي للتحدث عنه.» وُصف السينثبوب الأول بأنه «غريب، وعقيم وتهديدي بشكل مبهم»، ويستخدم إلكترونيات الدرون مع تغيير طفيف في انعطافها. شكلت العزلة واللامعيارية الحضرية ومشاعر البرود العاطفي والفراغ المواضيع الأكثر شيوعًا في كلمات أغاني السينثبوب.
في المرحلة الثانية في الثمانينات، أدى ظهور بيتس الرقص والمزيد من آلات الروك التقليدية إلى جعل الموسيقا أدفأ وأكثر جاذبية، بالإضافة إلى إدخالها ضمن اتفاقيات بوب الثلاث دقائق. ازداد استخدام السينثسيزر في محاكاة الصوت التقليدي النمطي للأوركسترا والأبواق. أفسحت ألحان السينثسيزر ثلاثية السيطرة الرقيقة إلى جانب برامج الدرامز البسيطة المجال لظهور إنتاج مضغوط سميك وصوت درامز تقليدي أكثر. أصبحت الكلمات عمومًا أكثر تفاؤلًا، وقد تعاملت مع مواد أكثر تقليدية بالنسبة لموسيقا البوب مثل الرومانسية والتهرب والطموح. وفقًا لمؤلف الأغاني سيمون رينولدز، تجلى طابع سينثبوب الثمانينات عبر «مغنيه العاطفيين والأوبراليين أحيانًا» مثل مارك ألموند، وأليسون موييت وآني لينوكس. نظرًا إلى أن السينثسيزر قد ألغى الحاجة إلى المجموعات الكبيرة من الموسيقيين، شكل هؤلاء المغنون غالبًا ثنائيات إذ عزف فيها شركائهم جميع الآلات المطلوبة.
على الرغم من نشأة السينثبوب جزئيًا عن البانك روك، إلا أنه تخلى عن تركيز البانك روك على الأصالة وغالبًا ما سعى إلى الصنعية المتعمدة، بالاعتماد على الأشكال الساخرة بشدة مثل الديسكو والغلام روك. تُعد مساهمة موسيقا السينثبوب محدودةً نسبيًا كأساسات لموسيقا البوب المبكرة في الجاز أو الفولك أو البلوز. وعوضًا عن التطلع إلى أمريكا، في مراحلها المبكرة، ركزت على التأثيرات الأوروبية وعلى وجه الخصوص الأوروبية الشرقية، التي عكست أسماء الفرق مثل سباندو باليه وأغان مثل أغنية «فيينا» لألترافوكس. شهدت موسيقا السينثبوب اللاحقة تحولًا إلى أسلوب أكثر تأثرًا بالأنماط الموسيقية الأخرى، مثل موسيقا السول.

## النقد والجدل حوله
تلقى السينثبوب انتقادات معتبرة، وقد أشعل فتيل العداء ما بين الموسيقيين والصحافة. وُصف بأنه «واهن» و«عديم الحيوية». تعرضت خطوات السينثبوب المبكرة، وبشكل خاص غاري نومان، إلى استخفاف كبير في الصحافة الموسيقية البريطانية في أواخر السبعينات وأوائل الثمانينات بسبب تأثرها الألماني، وقد ميزها الصحفي مايك فارن بأنها «دورية أدولف هتلر التذكارية الفضائية». في عام 1983، صرح موريسي من فرقة ذا سميثز أنه «لم يكن هنالك شيء منفر أكثر من السينثسيزر». خلال العقد نفسه، ارتفعت الاعتراضات التي تنتقد جودة المؤلفات والأداء الموسيقي المحدود للفنانين. لاحظ غاري نومان هذا «العداء» واستشعر وجود «جهل» تجاه السينثبوب، مثل اعتقاده بأن الناس قد «افترضت أن الآلات عزفتها».
أدت المناورات الأوركسترالية لآندي ماكلوسكي، المغني الرئيسي لدارك، إلى استعادة دعم عدد كبير من الأشخاص «الذين اعتقدوا أن المعدات كتبت الأغنية من أجلكم»، وأكد: «صدقوني، لو كان هنالك زر أو سينث أو آلة درام تقول «اضغط مفرد» لضغطت عليه غالبًا مثلما قد يفعل أي أحد – لكن ليس هنالك. لقد كُتبت بأكملها عبر بشر حقيقيين، وعُزفت بأكملها يدويًا». 
وفقًا لسيمون رينولدز، ساد الاعتقاد في بعض الأوساط بأن السينثسيزر عبارة عن أدوات «المتكلفين العاجزين»، على عكس الإيتار القضيبي. تعزز ارتباط السينثبوب مع الجنسانية البديلة عبر الصور التي عرضها نجوم السينثبوب، إذ اعتُبروا عابثين بالنوع الاجتماعي، شمل ذلك شعر فيليب أوكي غير المتناظر واستخدامه الآيلاينر، وسترة مارك ألموند الجلدية «المنحرفة»، وارتداء التنانير من قبل عدة شخصيات مثل مارتن غور من فرقة ديبيتش مود بالإضافة إلى الصور الأولى من «الفيمدوم» التي قدمتها آني لينوكس مغنية فرقة يورتميكس. في الولايات المتحدة الأمريكية، أدى هذا إلى وصف فناني السينثبوب البريطاني بأنهم «فرق تسريحات الشعر البريطانية» أو موسيقا «شواذ الفن»، على الرغم من تمتع الكثير من فناني السينثبوب آنذاك بشعبية كبيرة في الإذاعة الأمريكية والإم تي في. رغم معاداة بعض الجماهير السينثبوب بشكل علني، إلا أنه قد لاقى رواجًا بين أولئك المنبوذين عن المغايرة الجنسية المهيمنة لثقافة الروك السائدة، وبشكل خاص بين جماهير المثليين والإناث والانطوائيين. 